# Vaucluse Matin
 (février 2017).
Si vous disposez d'ouvrages ou d'articles de référence ou si vous connaissez des sites web de qualité traitant du thème abordé ici, merci de compléter l'article en donnant les références utiles à sa vérifiabilité et en les liant à la section « Notes et références ».
Vaucluse matin est un quotidien français dont le siège est situé à Avignon, situé dans le département du Vaucluse, région Provence-Alpes-Côte d'Azur. Il est la propriété du quotidien Le Dauphiné libéré basé à Grenoble.
Ce journal rayonne dans tout le département du Vaucluse. Une première édition a été lancée dès 1946. 
Vaucluse Matin est diffusé en édition papier type berlinois mais aussi depuis son site internet et sur les réseaux sociaux Facebook et Twitter.

## Édition Avignon et Grand Avignon
Il s'agit de l'édition la plus ancienne du journal qui diffuse les informations dans la communauté d'agglomération du Grand Avignon.

## Édition Carpentras et Pays du Comtat
Il s'agit de la deuxième formule du journal. Cette édition a été créée lors de la réouverture de la ligne 9bis du chemin de fer Avignon-Carpentras. Il diffuse les informations départementales et locales dans la communauté d'agglomération Ventoux Comtat-Venaissin et dans les zones adjacentes.

## Édition Cavaillon et Sud Vaucluse
L'édition Cavaillon et Sud Vaucluse est née le 15 septembre 2015, elle diffuse les actualités nationales, régionales départementales et locales. Cette édition diffuse les actualités dans la communauté d'agglomération Luberon Monts de Vaucluse dont le chef-lieu est Cavaillon, mais aussi dans le nord et le sud Luberon.
À cette occasion le prix du journal est fixé à 0,90 €.

## Édition Orange et Pays d'Orange
L'édition Orange et Pays d'Orange est née le 30 novembre 2015. Il s'agit de la cinquième édition du journal. Cette édition diffuse les actualités dans l'arrondissement d'Orange.

## Édition Bollène et Pays Bollénois
Il s'agit de la troisième édition du journal. Elle a été créée en février 2015 et diffuse les actualités dans le nord du Vaucluse.